# Rosemonde Ahou de Saintange
Rosemonde Ahou de Saintange, née Valérie Raymonde Roullard Séchaud le 6 septembre 1934 à Massongy et morte le 15 avril 2020 à Contamine-sur-Arve, est une écrivaine française. Elle est autrice de plusieurs œuvres dont des romans ainsi que des recueils de contes et nouvelles.

## Biographie
Née d’un père cultivateur et issue d’une famille de six enfants, Rosemonde Ahou de Saintange fait son parcours scolaire à l’école primaire de son village. Elle étudie ensuite au cours Pigier à Thonon-les-Bains où elle obtient un diplôme de sténo-dactylo. En 1961, elle part vivre en Côte d’Ivoire pour une trentaine d’années, précisément à Aboisso, où elle tient une boulangerie industrielle avec son mari.
Ses premiers écrits remontent à lorsqu’elle a une vingtaine d’années, où elle rédige une opérette montée par les jeunes filles de sa région. Mais c’est en 1986 que l’autrice se met sérieusement à l’écriture pour selon elle « se distraire et occuper son esprit ».
Rosemonde dédie son premier roman Sang et larmes d’Afrique sorti en 1989 à sa fille Véronique. La même année, elle publie Les enfants perdus, un recueil de contes et de nouvelles. En 1990, elle sort deux nouvelles policières intitulées L’inspecteur Koffikan. Sept ans plus tard, c’est-à-dire en 1997, paraissent ses romans Le Makoré et La Bru,. En 1998, elle publie Les enfants du soleil, avant Le thé des hommes, sorti en 2002. Son dernier ouvrage publié en 2003 s’intitule Les enfants des Alizés.
Selon ses explications, elle s’est donnée pour pseudonyme Rosemonde Ahou de Saintange, parce que : d’abord « Rosemonde » était le nom avec lequel elle signait ses dessins lorsqu’elle était enfant ; ensuite « Ahou » parce qu’elle est née un jeudi et que dans la région de Côte d’Ivoire où elle a vécu ce prénom signifie jeudi ; enfin « de Saintange », parce que le nom lui a plu et que le "S" rappelait la première lettre de son nom d’épouse,.
Elle est morte le 15 avril 2020 à Contamine-sur-Arve en Haute-Savoie. 

## Œuvres

### Romans
- Sang et larmes d'Afrique, La Pensée Universelle, 1989
- Le Makoré, L'Epine-aux-Bois, 1997
- La Bru Abaca, L'Épine-aux-Bois, 1997
- Le thé des hommes, Editions des Ecrivains, 2002

### Contes et nouvelles
- Les enfants perdus, La Pensée Universelle, 1989
- L'inspecteur Koffikan, La Pensée Universelle, 1990
- Les enfants du soleil, L'Epine-aux-Bois, 1998
- Les enfants des Alizés, Editions des Ecrivains, 2003